# 주세죽
주세죽(朱世竹, 1901년 6월 2일 ~ 1953년?)   일제 강점기 한국의 사회주의 계열의 독립운동가, 언론인이며 국외에서 활동한 사회주의 운동가이다.한 때는 북한 정권 수립에 참여해 초대 내각 부수상 겸 외무상을 맡았던 박헌영의 부인이었다. 일제 경찰에 체포된 박헌영과 이혼후 일경 의눈을 피해 모스크바로 피신하던중 김단야와 재혼한다. 신분 위장을 위해 한세죽이라는 가명을 사용하기도 하고 소련에서는 한베라, 코레예바 등의 가명을 활용하기도 했다. 
사회주의 여성 단체인 조선여성동우회, 조선여성해방동맹 등을 조직 및 결성하였으며, 조선공산당에 입당하여 활동하다가 투옥당하기도 했다. 또 신간회와 근우회에도 가입하여 회원으로 활동하였다. 유학 중 중국 상하이에서 박헌영, 김단야 등과 조선공산당 재건 운동을 했다. 1928년 소비에트 연방으로 정치적 망명을 한 이후로 귀국하지 못하였다.
1928년 일제의 체포를 피해 소련으로 피신하여 생활하다 일제 밀정이라는 누명을 쓰고 1938년부터 5년간 유형 당하였다. 소련의 불허로 광복 후에도 귀국하지 못하였고 사후 러시아에서 복권되었다. 대한민국에서도 독립운동가로 인정받아 2007년 건국훈장이 추서되었다.

## 생애

### 생애 초반
1901년 함경남도 함흥의 농가에서 출생하였고 유복한 환경에서 성장하였다. 함흥의 영생여학교에 2년 동안 다녔으며, 뒤에 경성으로 유학하여 중등학교로 진학했다.
중등학교 시절에 3·1 운동 참가하여 구금되면서 학업을 중단한 뒤, 1921년 상하이로 유학을 떠나 피아노 공부를 하였다. 이후 상하이를 무대로 항일과 조선공산당 조직 활동을 하였다. 또 박헌영, 김단야 등을 만나 공산주의 운동을 벌였다.
박헌영의 경성제일고등보통학교 동창인 심훈이 쓴 첫 장편소설 《동방의 애인》(1930)이 이 시절의 박헌영과 주세죽을 모델로 한 것으로 알려져 있다. 주세죽은 박헌영과 이르쿠츠크파 고려공산청년회에서 함께 활동했고, 1921년에 결혼했다. 1921년 4월 상하이 음악학교에 입학하여 1922년 5월 졸업한 후 귀국하였다.

### 사회주의 운동

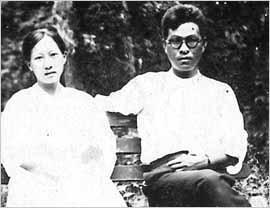
소련으로 탈출 직후의 주세죽과 박헌영(1928년 12월)

1928년 남편 박헌영, 딸 비비안나와 함께

1925년 11월 ‘제1차 조선공산당 검거사건’으로 경성부에서 박헌영과 함께 일본 경찰에 체포되었으나, 고려공산청년회 활동 경력을 숨길 수 있었으므로 증거 불충분으로 곧 풀려났다. 1925년 1월 허정숙·박원희 등과 함께 조선여성해방동맹의 조직에 참여하였고, 2월 화요회의 주도로 열린 전조선민중운동자대회 준비위원이 되었으며, 그해 4월 고려공산청년회 중앙후보위원에 선출되고, 4월 중순 경성부의 아서원에서 열린 조선공산당 창당준비대회에 참여한 뒤 조선공산당에 입당하였다. 1926년에는 6.10 만세 운동 참가 혐의로 체포되었으며 2개월 만에 풀려났다. 이후 조선 공산당 재건 운동을 벌였다.
1927년 5월 김활란(金活蘭)·박순천·유영준(劉英俊)·최은희(崔恩喜)·박원민(朴元玟)·박차정·정종명 등과 함께 항일 여성운동 단체인 근우회(槿友會)의 결성에 참여하여 항일 구국 운동과 여성 지위 향상 운동을 벌였다. 1928년, 정신병자 행세를 하여 병보석으로 잠시 풀려난 박헌영과 함께 만삭의 몸으로 소련 블라디보스토크로 탈출하여, 이곳에서 동방 노력자 공산 대학을 졸업했다.

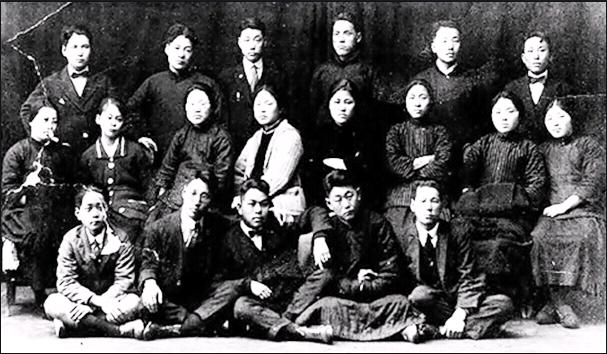
1929년 모스크바 국제레닌학교 재학 중. 앞줄 왼쪽에서 두 번째부터 김단야, 박헌영, 양명이 나란히 앉아 있다., 두 번째 줄 왼쪽 첫 번째가 주세죽이다.

이듬해부터 '코레예바(조선 여자라는 뜻)’라는 가명으로 활동하며 모스크바 등지에서 독립운동을 하였다. 1932년 코민테른의 지시에 의해 상하이로 옮겨갔으나 1933년 박헌영이 일본 경찰에 또다시 체포되어 연락이 끊겼다.
주세죽은 박헌영이 죽었다고 생각하고 역시 아내 고명자와 소식이 끊긴 독립운동가 김단야와 1933년 재혼했다. 그러나 이미 1929년경부터 주세죽과 김단야가 불륜 관계였으며 이를 안 박헌영이 주세죽과 결별하였다는 소문도 퍼졌다. 또 박헌영과 헤어진 후 주세죽은 남편이 죽은 줄로 알았으나 김단야가 그의 생존 사실을 알면서도 주세죽에게 알리지 않았다는 설도 있었다.

### 1930년대 이후
주세죽이 둘째 아이를 밴 1937년 김단야는 화요파 인물들과 함께 '일본 간첩' 혐의로 소련에서 체포되어 곧바로 처형되었다. 주세죽도 이 사건에 연루되어 일본 밀정이라는 이유로 소련 경찰에 체포됐다.
박헌영은 1939년 출소 직후 국내에서 주세죽의 재혼 소식을 처음으로 접하였다. 박헌영이 살아있음을 확인한 국외의 공산주의 운동가들까지도 주세죽과 김단야를 비난하였지만, 박헌영은 묻어두고 함구하라고 하였다.

### 유형 생활과 광복 이후
1938년 5월 22일 개최된 소련 내무인민부 특별협의회는 주세죽에게 5년간 카자흐스탄으로 유배 보낸다는 판결을 내렸고 이후 5년간 카자흐스탄 유배형을 받아 그곳에서 생활했고 유형 생활 중 아들이 사망했다. 1940년 카르마크치의 협동조합에서 노동형을 받고 1946년까지 일하였다.
1945년 8월 15일 카자흐스탄 체류 중 광복 소식을 접하였다. 광복 직후 주세죽은 스탈린에게 '조선으로의 귀한을 허용해달라'는 청원을 하였으나 이 청원은 거절당했다. 다만, 소련 정부는 1946년 7월 10일부터 크질오르다의 한 방직공장에서 직공으로 일할 수 있게 해주었다.
소련은 박헌영에게 주세죽이 정치범으로 유배되어 있다는 사실을 비밀로 했고, 박헌영 역시 주세죽이 소련에서 잘 지내는 것 정도로 생각했다. 1946년 7월 초에 박헌영은 소련방문단의 일원으로 모스크바에 갔다. 그때 박헌영은 딸 비비안나와 상면했다.

### 생애 후반
주세죽은 크질오르다에 체류 중에 한국 전쟁 소식을 접하였다. 이후에도 꾸준히 한국을 오가는 연락원과 상인들을 통해 대한민국 및 북조선의 소식을 수소문하곤 했다. 딸 박 비비안나가 있던 모스크바를 방문하던 길에 병을 얻어 사망했다. 당시 그의 임종은 사위인 빅토르 마르코프가 지켰다. 박 비비안나는 이렇게 회고하였다.
1938년 스탈린 정권에 의해 위험분자로 몰려 중앙아시아로 유배됐던 어머니는 1953년 나를 보기 위해 모스크바로 몰래 왔다가 병사했습니다. 나는 당시 지방공연 중이어서 남편이 임종을 지켜봤습니다. 그래도 무덤이라도 있는 어머니는 아버지보다 행복한 편입니다.

### 사후
1989년 3월 소련에서 명예가 회복되고 유해는 모스크바 시내 한 러시아 정교회 수도원의 납골당에 안치되었다.
노무현 정부 출범 이후 복권 여론이 나와, 2007년 8월 16일 복권되어 대한민국의 건국훈장 애족장을 추서 받았다. 훈장은 주러시아 대한민국 대사관을 통해 첫째 딸 박 비비안나에게 전달되었다. 이 건국훈장 추서를 놓고 대한민국의 우파 단체에서는 공산주의자에게 건국훈장을 전달한다며 비난과 시위를 하기도 했다.

## 가계
- 첫째 딸 : 박 비비안나(1928년 9월 1일 ~ 2013년 11월 7일) - 소련·러시아의 무용수, 대학 교수
  - 사위 : 빅토르 마르코프(? ~ 2003년)
- 첫째 아들 : 김 비딸리이
- 둘째 딸 : ?

## 관련 서적
- 손석춘. 《코레예바의 눈물》. 동하. 2016년. ISBN 9788996787280

## 같이 보기
- 근우회
- 신간회
- 조선공산당
- 반기독교주의
- 김삼룡
- 김단야
- 박헌영
- 박원희
- 이순금
- 이관술
- 허정숙
- 허헌

## 참고 문헌
- 이철, 《경성을 뒤흔든 11가지 연애사건》 (다산초당, 2008)
- 안재성, 《박헌영 평전》 (실천문학사, 2009)
- 이정 박헌영 일대기(임경석, 역사비평사, 2004)
- 한국 사회주의의 기원 (임경석, 역사비평사, 2003)
- 이정 박헌영 일대기(임경석, 역사비평사, 2004)
- 한국 사회주의의 기원 (임경석, 역사비평사, 2003)
- 고준석, 박헌영(유영구 옮김, 도서출판 글, 1992)
- 박갑동, 박헌영(박갑동 지음, 인간사, 1983)
- 한국공산주의운동사 1(金俊燁·金昌順, 고려대학교아세아문제연구소, 1967)
- 김인덕, 《한국현대사와 사회주의》 (역사비평사, 2000)
- 역사문제연구소, 역사비평:1994년 가을 (역사비평사, 1994)